# 森昭治
森 昭治（もり しょうじ、1943年9月7日 - 2018年4月18日）は、日本の大蔵・金融官僚。総理府金融再生委員会事務局長や、金融庁長官、住宅金融公庫副総裁、国際経済研究所副理事長等を歴任した。

## 人物・経歴
東京都出身。港区立笄小学校、麻布中学・高校から東京大学文科類に入学 東京大学法学部第1類（私法コース）卒業、1966年大蔵省入省。主税局国際租税課配属。
1968年 フランス留学。1970年 大蔵省主計局調査課調査係長 。1971年 藤枝税務署長。1972年4月 国税庁間税部酒税課長補佐。その後はアフリカ開発銀行、外務省在イギリス大使館、大蔵省関税局、日本輸出入銀行パリ駐在を経て、大蔵省国際金融局投資第三課長、同外資課長、同国際機構課長、アジア開発銀行理事、大蔵省国際金融局総務課長、1991年 外務省在アメリカ合衆国日本国大使館公使。1994年 大蔵省証券局担当審議官兼金融商品取引所監理官。1995年 東京国税局長。1996年 依願退官、損害保険料率算定会副理事長。
1998年新設された総理府金融再生委員会事務局長に急遽抜擢。日本長期信用銀行、日本債券信用銀行の破綻処理を指揮した。
2001年 金融庁長官に就任。柳沢伯夫金融相のもとでメガバンクなど大手銀行の再建に尽力した
2002年には自動車の自賠責保険について国土交通大臣の扇千景と連名で、自賠責法の指定紛争処理機関（損害調査機関）に自賠責共済紛争処理機構を指定した。
2002年 金融庁顧問。2003年 住宅金融公庫副総裁。2005年 国際経済研究所副理事長。2006年 東京ガス監査役。2014年、瑞宝重光章受章。2018年 食道がんのため死去。享年74。叙従四位。